# Heorhij Ruszlanovics Gongadze
Heorhij Ruszlanovics Gongadze (ukránul: Георгій Русланович Ґонґадзе; Tbiliszi, 1969. május 21. – /valószínűleg/ Kijevi terület, 2000. szeptember 16.), grúz nevén Giorgi Ruszlanisz dze Gongadze (grúzul: გიორგი რუსლანის ძე გონგაძე) grúz származású ukrán újságíró, az Ukrajinszka Pravda internetes politikai újság alapító főszerkesztője. 2000 szeptemberében elrabolták, majd meggyilkolták. Fej nélküli holttestét 2000. november 2-án találták meg a Kijevi terület Tarascsa nevű kisvárosa melletti erdőben. A Kucsma-rendszert kíméletlenül bíráló ellenzéki Gongadze halálának körülményei heves reakciókat váltottak ki Ukrajnában és Leonyid Kucsma elnök elleni tiltakozó akciókhoz vezettek. Özvegye, Miroszlava Gongadze és két gyermeke 2001-ben politikai menedékjogot kapott az Egyesült Államokban és azóta is ott élnek. A Gongadze-ügyhöz szorosan kapcsolódott az ún. kazetta-ügy, mely az elnök érintettségét valószínűsítette a gyilkosságban.

## Élete
Apja, Ruszlan Gongadze (aki apai ágon grúz, anyai ágon francia–német származású volt) építészetet tanult Tbilisziben. Érdeklődése azonban később a filmezés felé fordult és ismert grúz dokumentumfilm-rendező lett. Ő tanította meg fiát is a kamera használatára. Anyja, a Lvivből származó ukrán Olekszandra Gongadze az egészségügyben dolgozott ápolónőként. A szülők 1968-ban házasodtak össze, 1969-től az 1990-es évek közepéig Tbilisziben éltek.
Heorhij Gongadze 1969. május 21-én született Tbiliszibe. Anyja ikreket szült, de ikertestvére a születéskor meghalt. Iskolásként sportolt, úszással és atlétikával foglalkozott. A középiskola után munka és a sport mellett beiratkozott a Tbilisziben az Idegen Nyelvek Intézetébe. 1987-ben behívták sorkatonai szolgálatra. Ez idő alatt Afganisztánban is szolgált. 1989-es leszerelése után hazatért Tbiliszibe, és az éppen zajló szovjetellenes megmozdulások alatt bekapcsolódott a politikai életbe, később a Grúz Nemzeti Front információs részlegét irányította.
1989-ben anyja szülővárosába, Lvivbe utazott, ahol idegennyelvi tanulmányait folytatva beiratkozott az Ivan Franko Egyetem nyelvi szakára. Lvivben is aktívan részt vett a helyi közéletben, bekapcsolódott az Ukrán Népi Mozgalom (NRU, vagy röviden Ruh), valamint a Sztudentszke Bratszvo (Diák Testvériség) tevékenységébe. Lvivben megalapította a Bagrationi grúz kulturális központot. Ebben az időszakban ismerkedett meg a lvivi Marjana Szpihalszkával, akivel rövid ideig tartó házasságot kötött.
Az 1990-es évek elején Zviad Gamszahurdia antidemokratikus, diktatórikus jegyeket mutató politikai rendszere alatt apja is a rezsim ellensége lett, Gamszahurdia ellenségeinek listáján a 28. helyet foglalta el. Ennek hatására Heorhij Gongadze visszatért Tbiliszibe, hogy csatlakozzon Gamszahurdia ellenzékéhez.
Gamszahurdia bukása után visszaköltözött Lvivbe, ahol dokumentumfilmek készítésével kezdett el foglalkozni. 1993–1994 között a lvivi Centr Jevropi filmstúdió főrendezője volt, mellette dolgozott a Post-Posztup újságnak is. Ebben az időszakban ismerkedett meg az Ivan Franko Egyetemen jogot tanuló Miroszlava Petrisinnel, akivel 1995-ben házasodtak össze. Házasságukból 1997-ben egy ikerpár (Nonna és Szolomija) született.
1995-ben feleségével Kijevbe költöztek, ahol az egyik hírtelevíziónak dolgoztak. Gongadze 1996–1997-ben az SZTB Vikna-Pljusz hírműsorának a műsorvezetője volt.

## Külső hivatkozások
- A Gongadze által alapított Ukrajinszka Pravda internetes újság honlapja
- Gongadze cikkei az Ukrajinszka Pravda oldalán (ukránul)